# Oleg Gorobiy
Oleg Gorobiy (em russo:  Олег Горобий, Voronej, Oblast de Voronej, 7 de fevereiro de 1971) é um ex-canoísta russo especialista em provas de velocidade.

## Carreira
Foi vencedor da medalha de bronze em K-4 1000 m em Atlanta 1996, junto com os seus colegas de equipa Sergey Verlin, Georgiy Tsybulnikov e Anatoli Tishchenko.